# Parafia Świętej Małgorzaty Dziewicy i Męczennicy w Chorzęcinie
Parafia Świętej Małgorzaty Dziewicy i Męczennicy w Chorzęcinie – parafia rzymskokatolicka znajdująca się w archidiecezji łódzkiej w dekanacie tomaszowskim.
Parafia erygowana w XIII wieku przez abp gnieźnieńskiego Jana herbu Tarnawa.
Kościół parafialny został wybudowany w latach 1886–1892 według projektu architekta Kornelego Szrettera, w stylu neobarokowym. Konsekrowany 27 V 1899 r. przez sufragana warszawskiego bpa Kazimierza Ruszkiewicza.

## Formy duszpasterstwa
- Dziecięce i młodzieżowe Koło Różańcowe
- Służba ministrancka
- Żywa Róża
- Schola

## Proboszczowie
- ks. Mieczysław Szmurło 1907–1920
- ks. Artur Smoniewski 1920–1931
- ks. Ignacy Kotlicki 1931–1933
- ks. Ksawery Wiśniewski 1933–1937
- ks. Bohdan Brzóska 1937–1939
- ks. Stanisław Grabowski 1939–1944
- ks. Bolesław Wojciechowski 1944–1963
- ks. Alojzy Puszczyński 1963–1966
- ks. Feliks Cieszkowski 1966–1967
- ks. Jan Cieszkowski 1967–1971
- ks. Bolesław Grześkowiak 1971–1975
- ks. Zbigniew Żaboklicki 1975–1978
- ks. Władysław Kmieciak 1978–1991
- ks. Marian Tadeusz Ciupiński 1991–2000
- ks. Andrzej Miłosz 2000–2009
- ks. Jan Bieda 2009-2011
- ks. Roman Ochnicki 2011-2013
- ks. Józef Jeleń 2013-